# Havok (formație)
Havok este o formație de thrash metal din Denver, Colorado, SUA. Fondată în 2004, trupa e formată din David Sanchez (vocal/chitară), Mike Leon (bas), Pete Webber (baterie) și Reece Scruggs (chitară solo). După semnarea unui contract cu casa de discuri britanică Candlelight Records, Havok a lansat trei albume de studio: Burn (2009), Time Is Up (2011) și Unnatural Selection (2013).

## Componență
| Membri actuali - David Sanchez – vocal, chitară ritmică (2004–prezent) - Reece Scruggs – chitară solo, voce de fundal (2010–prezent) - Pete Webber – baterie (2010–prezent) - Mike Leon – bas (2013–prezent) | Foști membri - Shawn Chavez – chitară solo (2004–2010; decedat în 2015) - Marcus Corich – bas (2004–2005) - Haakon Sjoegren – baterie (2004–2005) - Richie Tice – baterie (2005–2007) - Tyler Cantrell – bas (2006–2007) - Ryan Alexander Bloom – baterie (2007–2009) - Justin Cantrell – bas, voce de fundal (2007–2008) - Jesse De Los Santos – bas, voce de fundal (2009–2012) - Scott Fuller – baterie (2009–2010) | Membri de sesiuni live - Dan Gargiulo – chitară (2014) - Todd Stern – chitară (2014) - Marshall Wieczorek – baterie (2014) |

## Discografie

### Albume de studio
- Burn (2009)
- Time Is Up (2011)
- Unnatural Selection (2013)
- Conformicide (2017)

## Videografie
- "Morbid Symmetry" (2009)
- "Covering Fire" (2011)
- "D.O.A." (2011)
- "Point of No Return" (2013)
- "From the Cradle to the Grave" (2013)
- "Give Me Liberty... Or Give Me Death" (2013)
- "Worse Than War" (2013)
- "Chasing the Edge" (2014)
- "Unnatural Selection" (2015)